# Hemet
Hemet è una città degli Stati Uniti, situata nel sud della California, nella Contea di Riverside.

## Citazioni
- Hemet (California) è la città di origine di Tom Bishop (interpretato da Brad Pitt) nel film Spygame (2001) di Tony Scott. Questa informazione viene data dallo stesso Bishop a Nathan Muir (Robert Redford) durante la fase di reclutamento in Vietnam.